# Ais-moll

Znaki przykluczowe tonacji ais-moll

Diagram akordu ais-moll dla gitary

ais-moll – tonacja molowa systemu dur-moll posiadająca 7 krzyżyków przy kluczu (fis, cis, gis, dis, ais, eis, his). Jej dźwięki w odmianie naturalnej to: ais, his, cis, dis, eis, fis, gis, ais.
Gama ais-moll w odmianie harmonicznej (z VII stopniem podwyższonym o półton) zawiera następujące dźwięki: ais, his, cis, dis, eis, fis, gisis, ais.
Gama ais-moll w odmianie doryckiej (z VI stopniem podwyższonym o półton w stosunku do gamy ais-moll naturalnej) zawiera następujące dźwięki: ais, his, cis, dis, eis, fisis, gis, ais. 
Równoległą gamą durową jest Cis-dur, jednoimienną durową – Ais-dur. Gama ais-moll jest enharmonicznie równoważna gamie b-moll.
Nazwa ais-moll oznacza także akord, zbudowany z pierwszego (ais), trzeciego (cis) i piątego (eis) stopnia gamy ais-moll.
| Akord ais-moll | Audio playback is not supported in your browser. You can download the audio file. |